# Lori Berd
Lori Berd (in armeno Լոռի բերդ?) è un comune di 450 abitanti (2001) della Provincia di Lori in Armenia.